# روزهای زندگی ما
روزهای زندگی ما (به انگلیسی Days of our Lives) یک سریال تلویزیون محصول ان‌بی‌سی آمریکاست. این سریال یکی از طولانی‌ترین سریال‌های تلویزیونی جهان است چنان‌که پخش آن از ۸ نوامبر سال ۱۹۶۵ آغاز شده و از آن زمان تاکنون تقریباً به‌طور مداوم و در هر هفته پخش می‌شود. از آن زمان بسیاری از کشورها به‌طور همزمان اقدام به پخش این سریال کرده‌اند. پخش روزهای زندگی، در ماه ژانویه سال ۲۰۱۴ تا سال ۲۰۱۶ میلادی تمدید شد.